# Exposição Universal de 1937

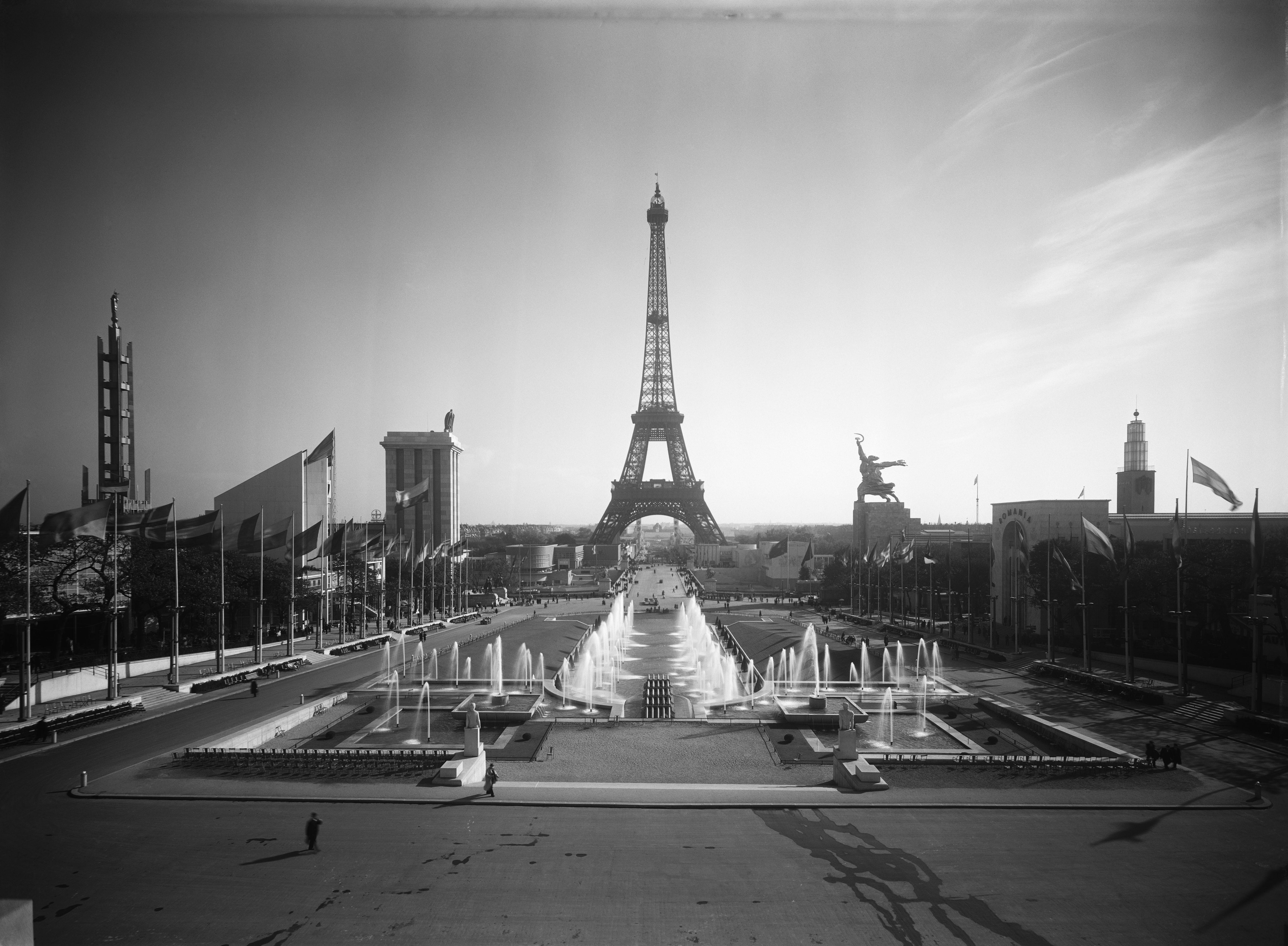
Torre Eiffel, com o pavilhão alemão à esquerda e o soviético à direita

A Exposição Internacional de Artes e Técnicas Aplicadas à Vida Moderna (Exposition Internationale des Arts et Techniques dans la Vie Moderne) aconteceu de 25 de maio a 25 de novembro de 1937, em Paris, na França. 
Contou com a participação de 42 países e a presença de mais de 31 milhões de visitantes.
Tanto o Musée de l'Homme quanto o Palais de Tokyo, que abriga atualmente o Museu de Arte Moderna da Cidade de Paris, foram criados para esta exibição.

## Pavilhões

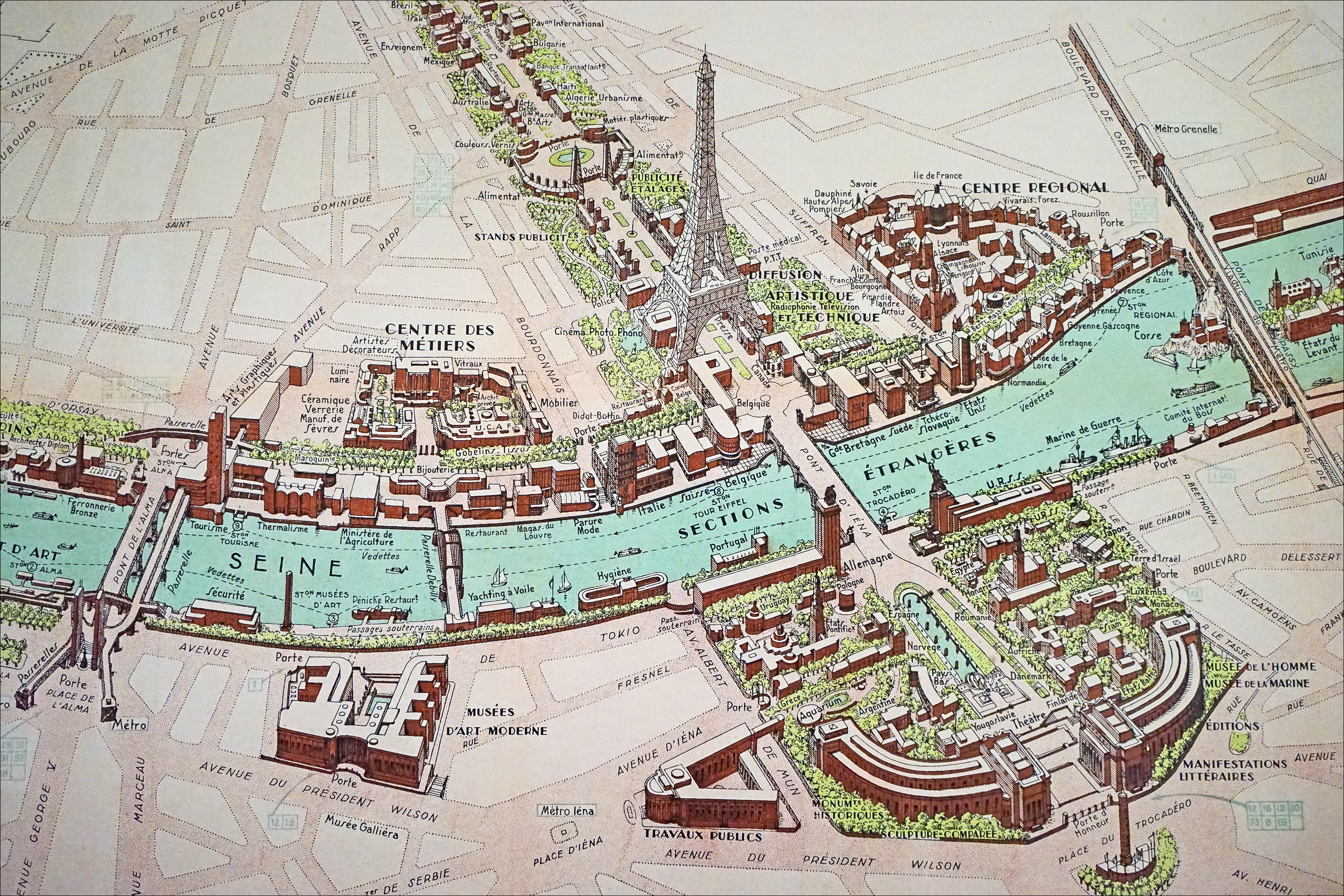
Mapa da exposição

O preparo e construção da Exposição sofreu atrasos. No dia de abertura, somente os pavilhões alemão e soviético estavam prontos. Graças ao fato de ambos estarem um de frente para o outro, isso tornou a exposição uma competição entre os dois rivais ideológicos.

### Pavilhão alemão
A organização da feira colocou os dois pavilhões da Alemanha Nazista e da União Soviética muito próximos, em direções opostas da Torre Eiffel. Adolf Hitler queria desistir da exposição, mas seu arquiteto Albert Speer convenceu-o a participar, após mostrar seus planos do pavilhão. Speer depois revelou, em sua autobiografia, que tinha dado uma olhada clandestina nos planos do pavilhão soviético e desenhou o pavilhão alemão a fim de representar o anticomunismo.
O pavilhão de Speer possuía em seu cume, uma torre cheia com símbolos do estado nazista: uma águia e uma suástica. O pavilhão foi erigido como um monumento ao "orgulho e realizações alemãs". Foi transmitido ao mundo que uma nova e poderosa Alemanha tinha restaurado o senso de orgulho nacional. À noite, o pavilhão era todo iluminado. A escultura Camaradagem de Josef Thorak ficou fora do pavilhão, entre dois nus femininos enormes.

### Pavilhão soviético
O arquiteto do pavilhão soviético foi Boris Iofan. Vera Mukhina projetou a enorme escultura do pavilhão. A enorme construção tinha, em seu topo, um homem e mulher trabalhadores, de mãos dadas, portando um martelo e uma foice. A estátua simbolizava a união dos trabalhadores e dos camponeses.

### Pavilhão brasileiro
A "Casa do Brasil" foi inaugurada no dia 23 de julho de 1937. O projeto arquitetônico é do arquiteto francês Jacques Guilbert, que utilizou linhas modernistas para construir um pavilhão de dois pavimentos, em cuja fachada curva de 30 metros de altura figuravam o brasão de armas da República e a constelação do Cruzeiro do Sul em estrelas prateadas, com as bandeiras brasileiras hasteadas em cada lado. No topo, um grande letreiro ostentava o nome do país. 
Internamente, o pavilhão continha um grande vitral ilustrando o cultivo do café, de autoria do pintor catarinense Gilberto Trompovsky, além de diversos painéis decorativos feitos pelo mesmo e por Fernando Valentim.
O Brasil foi premiado com uma medalha de ouro pela escultura em madeira A fuga para o Egyto, de autoria de Cassio M'boy.

### Pavilhão britânico
A Grã-Bretanha não tinha as mesmas expectativas de competição e fez um pavilhão bem menor do que a Alemanha Frank Pick, escolheu Oliver Hill como arquiteto mas orientou-o a evitar modernismos e focar em trabalhos mais tradicionais. O principal elemento arquitetônico do pavilhão de Hill foi uma grande caixa branca, decorada com frisos, pintada por John Skeaping e, em seu interior, havia fotografias gigantes que incluíam Neville Chamberlain pescando.

### Pavilhão canadense
O pavilhão canadense incluiu uma estátua de 28 pés de altura de um búfalo, feita por Joseph-Émile Brunet. Pinturas de Brunet, painéis na porção externa da estrutura e um show dentro do pavilhão mostraram aspectos da cultura canadense.

### Pavilhão espanhol
O Pavilhão Espanhol atraiu a atenção pois a exposição aconteceu ao mesmo tempo que a Guerra Civil Espanhola. O pavilhão foi construído pelo arquiteto espanhol Josep Lluis Sert, e financiado pelo governo republicano e incluiu a famosa pintura Guernica, de Pablo Picasso, uma mostra dos horrores da guerra, a escultura Fonte de Mercúrio, de Alexander Calder e a pintura Pastor Catalão em revolta, de Joan Miró.

## Prêmios
- Tanto Albert Speer quanto Boris Iofan receberam medalhas de ouro pelos seus trabalhos. Speer ainda recebeu um Grand Prix pelo seu modelo parcial das estradas de Nuremberg, para surpresa de Hitler.[11]
- Johanne deRibert Kajanus, e Eva Norvind ganharam uma medalha de bronze pela escultura 'Mãe e Filho'.
- Os engenheiros poloneses de Varsóvia ganharam uma medalha de ouro pela sua locomotiva Pm36-1 PKP classe Pm36 (140 km/h).
- Os alemães receberam uma medalha de ouro para a locomotiva elétrica DRG Class E 18 (150 km/h).
- O arquiteto norte-americano Alden Dow ganhou o grande prêmio para arquitetura residencial pela casa de John S. Whitman, em Michigan.[12]

## Galeria

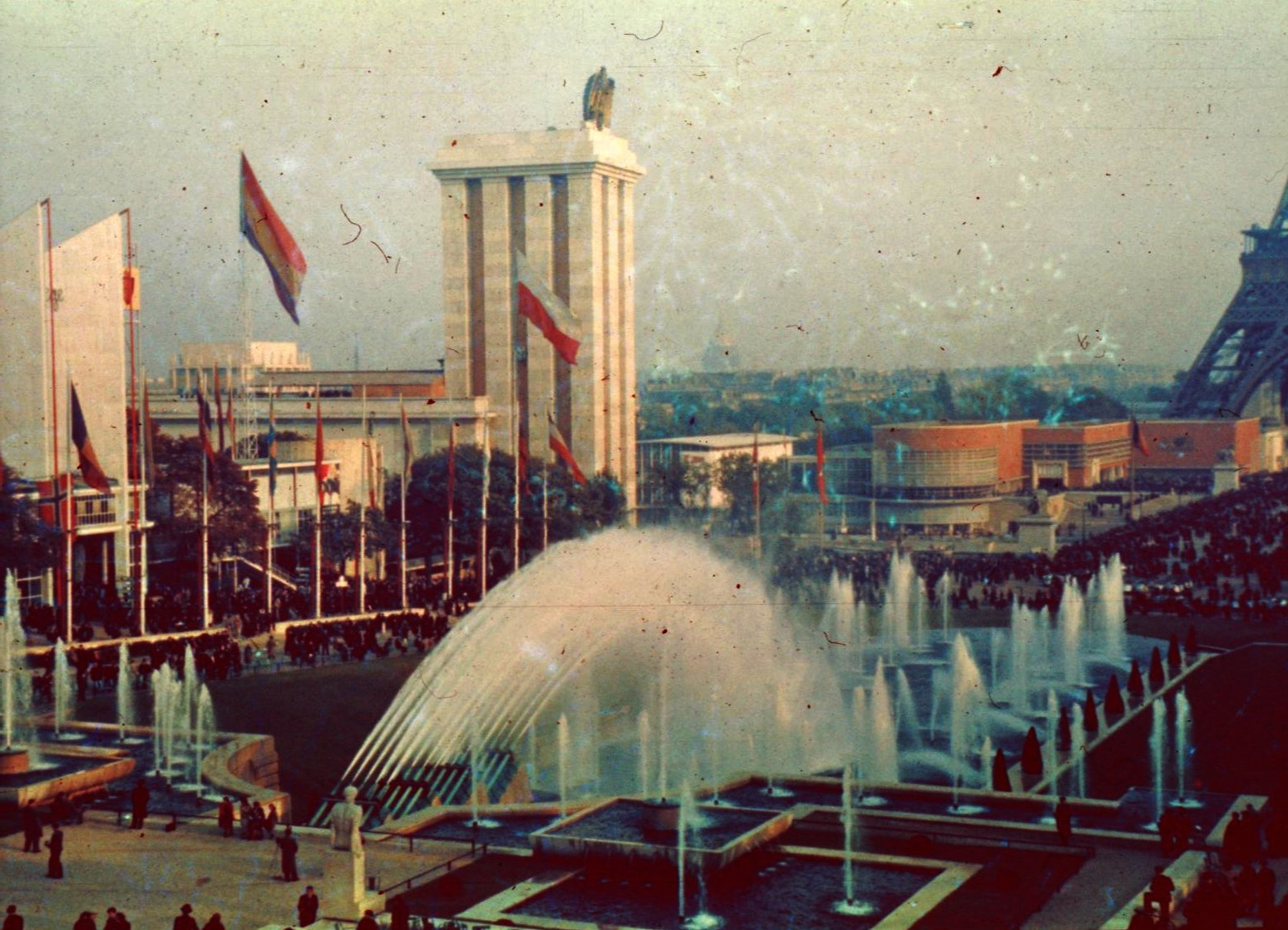
Praça de Varsóvia em Paris
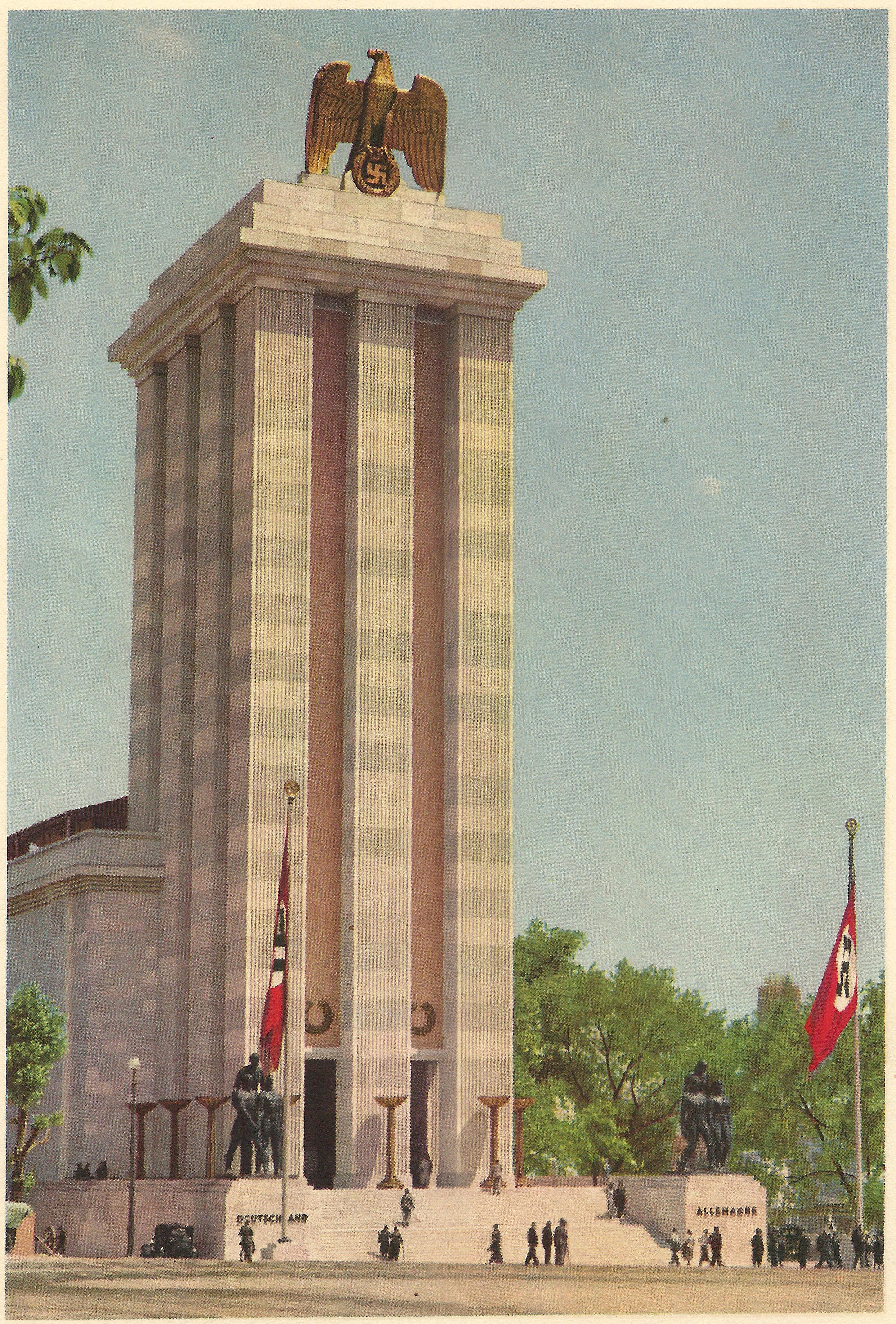
Pavilhão Nazi Alemão
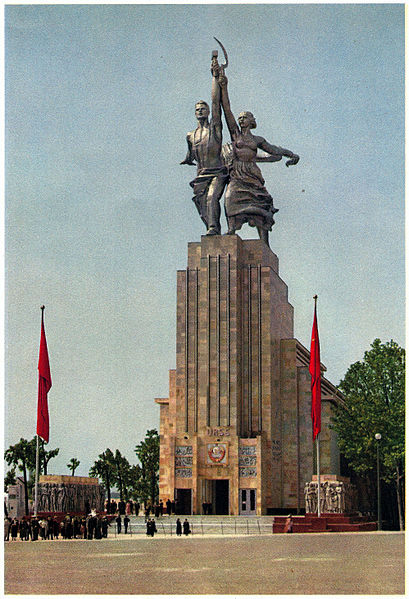
Pavilhão Soviético
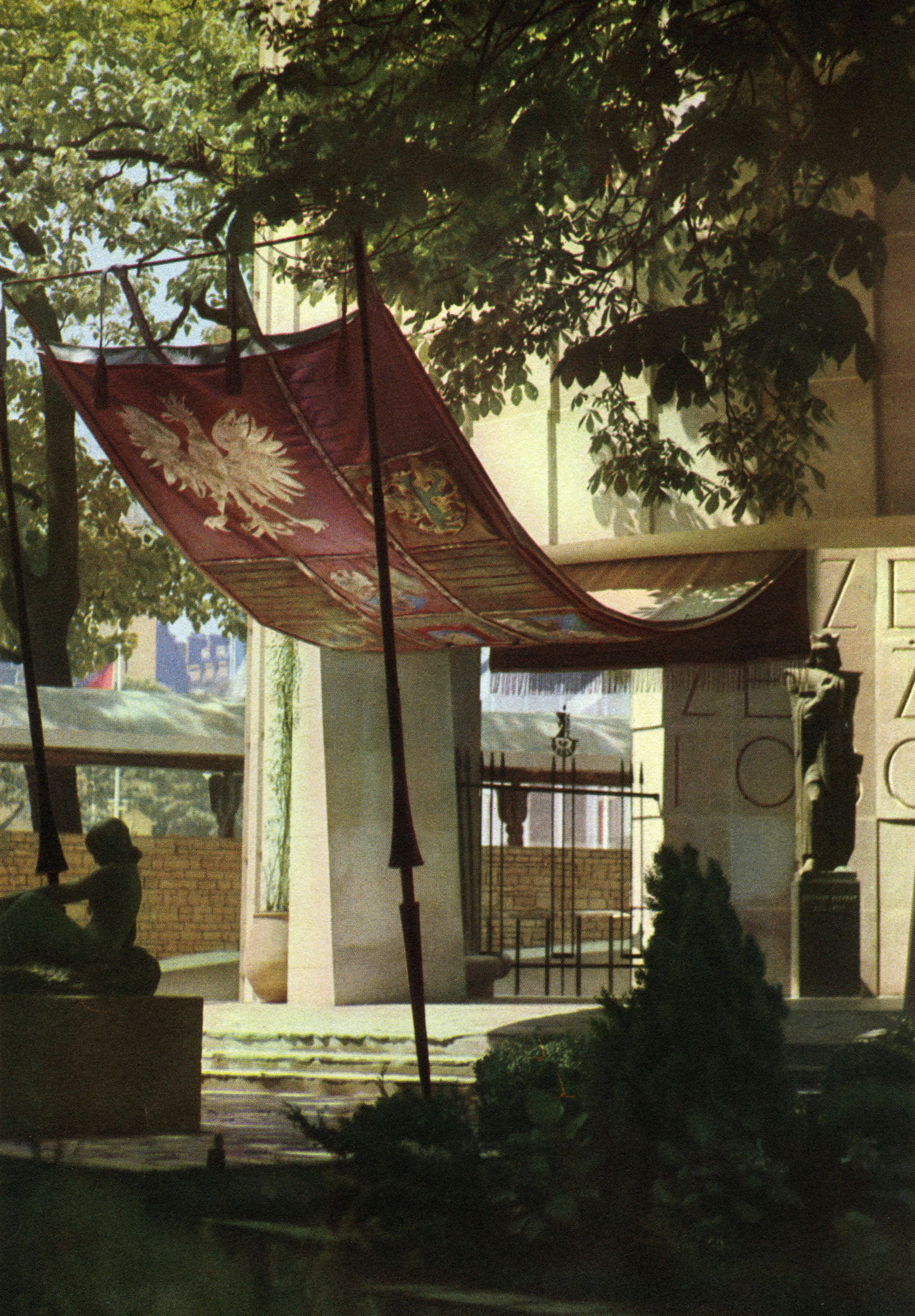
Pavilhão Polonês
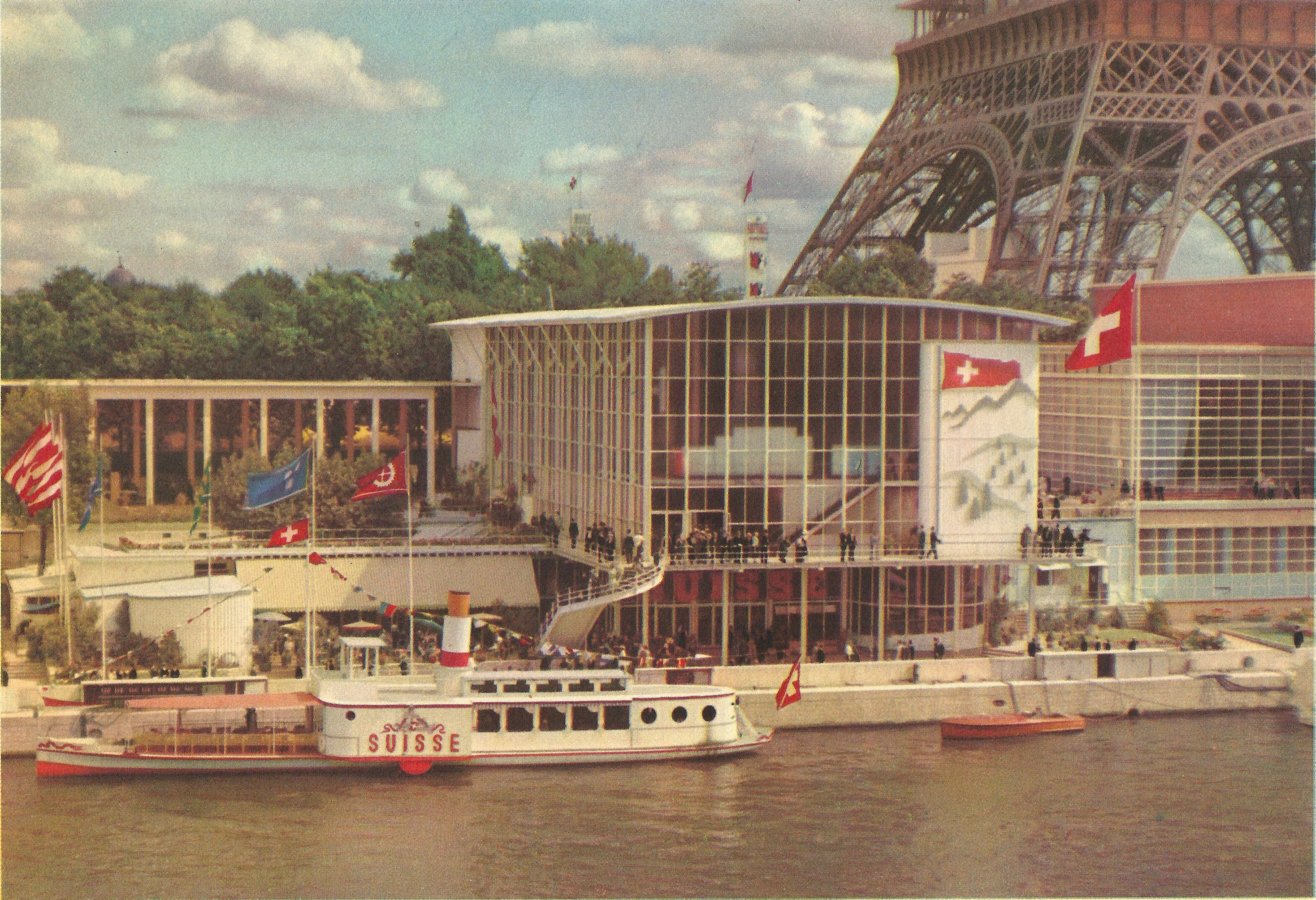
Pavilhão Suíço
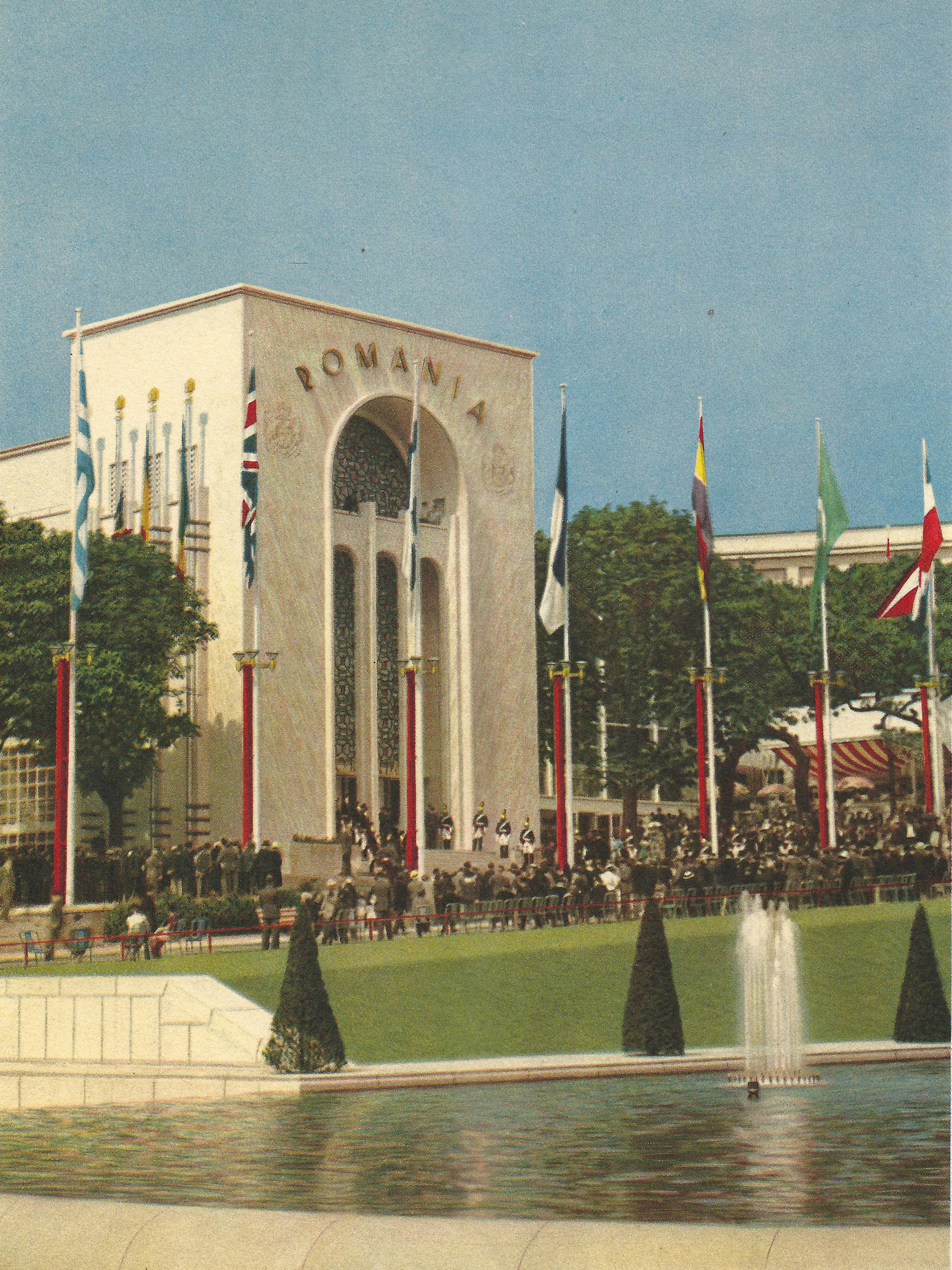
Pavilhão Romeno